# Santiago Llaver
Santiago Felipe Llaver (San Martín, Mendoza; 12 de agosto de 1916 - Mendoza, 14 de julio de 2002) fue abogado y político argentino de la UCR, gobernador de la provincia de Mendoza desde 1983 hasta 1987. Fue el primer gobernador de Mendoza desde la recuperación de la democracia.

## Orígenes y formación
Nació en San Martín el 12 de agosto de 1916 siendo sus padres José Llaver y Emilia Thomé, de origen sirio-libanés. La Guía Assalam del Comercio Sirio-libanés de 1927-1928 lista una ferretería, bazar y almacén propiedad de su padre en la ciudad donde nació. Sus comienzos en la militancia dentro de la Unión Cívica Radical se remontan a su época de estudiante secundario. Egresó en 1941 de la Universidad Nacional de Córdoba, especializado en Derecho Civil, Derecho Comercial y Derecho Constitucional. [cita requerida]Estaba casado con Teresa Persello, con quien tuvo cuatro hijos; uno de los cuales (Santiago Felipe) falleció en un accidente de tránsito, en 1978, cuando tenía 19 años.
Llaver ocupó casi todos los cargos partidarios y entre las funciones públicas, fue diputado provincial y nacional. En 1958 fue candidato a vicegobernador acompañando en la fórmula con Leopoldo Suárez. A fines de la década del ´60 fue uno de los fundadores del Movimiento de Renovación y Cambio, el sector que supo competir contra la tradicional corriente balbinista y que en 1983 llevó a la presidencia de la Nación a Raúl Alfonsín. La administración Llaver también tuvo sus debilidades y casos resonados el más relevante fue el problema vitivinícola y el caso Giol. Su gobierno (1983-1987) coincidió con una etapa crítica de la industria vitivinícola,  el cierre de los mercados inmternacionales, y la pérdida de 70.000 hectáreas de producción vitivinícola. A fines de 1987  numerosas empresas estatales se declararon en quiebra  incluyendo el Banco de Mendoza, la empresa de aguas (OSM), y la empresa de distribución de electricidad (Edemsa), afrontó la crisis con un recorte del 17,5% a los empleados de la administración pública y la restricción del gasto público reduciendo a la mitad el presupuesto educativo.
El radicalismo mendocino no gozaba de prestigio político y era considerado un partido sin vocación de poder. No obstante, el papel detentado por Alfonsín en la campaña electora la importancia de los liderazgos nacionales en las elecciones provinciales explica el resurgimiento del radicalismo en Mendoza, tradición política de menor envergadura que la detentada a nivel nacional por la pervivencia del partido demócrata como fuerza que disputa el juego político provincial. Luego de las gobernaciones lencinistas en la década del 20, el radicalismo solo tuvo un gobernador, el radical intransigente Ernesto Ueltshi entre 1958 y 1961, quedando rezagada a un tercer puesto en las elecciones de 1973. Su trayectoria política endeble se fortaleció con la impronta de la personalidad de Alfonsín, quien reflotó el radicalismo a nivel local, electo gobernador por escaso margen en 1983. Fue acusado de favorecer a las bodegas Giol empresa vínica y frutihortícola más importante de la provincia, condonando deudas financiadas por el Banco de Mendoza, por un pasivo total de u$s 21.900.000 y cuatro meses después (abril de 1988) la deuda era de u$s 41.100.000, básicamente con el Banco de Mendoza, del que también sería acusado el vicepresidente de Giol Alberto Flamarique, también político radical a cambio de recibir dádivas.

## Gobernador de Mendoza
Llaver llegó a la Gobernación de Mendoza a fines de 1983. La UCR mendocina recuperó protagonismo y rompió con la polarización peronista-demócrata de los años ‘70. [cita requerida]La fórmula la compartió con José Genoud, que no concluyó su período ya que a los dos años fue elegido por la Legislatura senador nacional por la Provincia.
Los radicales lograron imponerse en la provincia por una ajustada diferencia sobre el justicialismo y por un abultado margen sobre los demócratas. Los resultados respecto a electores para los cargos de gobernador y vice arrojaron 300.140 votos para el radicalismo, 229.673 para el justicialismo y 83.044 para los demócratas  
No obstante, su imagen ante la opinión pública había quedado ligada con el accionar de los militares. Los cuadros del partido demócrata prestaron ayuda a las fuerzas militares en la conformación de las burocracias administrativas provinciales y municipales durante la dictadura. Siendo gobernador, en 1985, la ciudad de Mendoza sufrió un fuerte movimiento sísmico que dejó un saldo de seis personas muertas, 238 heridos y 12 mil viviendas destruidas. Su administración no respondió con la construcción de barrios, nuevos hospitales que hicieron falta. Entre 1984 y 1987 surgió un fenómeno nuevo que transformó los procesos de urbanización de la ciudad capital, del Gran Mendoza y de San Rafael: las tomas de tierras y la formación masiva de "asentamientos" con población de escasos recursos. La pobreza a nivel provincial se duplicó, ubicando a Mendoza como la quinta provincia con más pobreza a principios de 1988.
Uno de los hitos de su gobierno fue que intentó ocupar el Complejo Hidroeléctrico los Nihuiles, que pertenecía a la Nación, incomodando al presidente Raúl Alfonsín. Junto a su gabinete y acompañado por el jefe de Policía provincial, Llaver se plantó ante los efectivos de Gendarmería Nacional que custodiaban el Complejo, expresando que venía a tomar posesión del Complejo en nombre de la provincia y al frente de sus intereses con el objetivo de que el Estado provincial pasara a administrar los diques. Se respaldaba para ello en leyes y convenios de más de cuarenta años. Gendarmería y las autoridades nacionales impidieron la osadía de Llaver, que algunos la consideraron solo como una maniobra política.
En 1994 representó a su provincia en la Convención que reformó la Constitución Nacional.